# Route nationale 5 (Belgique)
Pour les articles homonymes, voir N5 et Route nationale 5.
La route nationale 5 est une route reliant Bruxelles à Gué-d'Hossus (puis Charleville-Mézières) en passant par Charleroi. La vitesse limite est en général de 50 à 120 km/h. La route est prolongée à la frontière par la N51 (contournement de Rocroi) puis par l'autoroute A304. Elle porte le numéro européen de E420 à partir de la petite ceinture de Charleroi et elle est aménagée en voie rapide 2x2 en tracé autoroutier entre Somzée et la frontière française. D'autres sections en 2x2 voies, plus ou moins courtes, existent également entre Somzée et Loverval, ainsi qu'au nord de Charleroi pour contourner Genappe et Mellet.
Si au nord de Charleroi, les autoroutes E19 et A54 ont diminué son importance, elle demeure un axe majeur pour l'Entre-Sambre-et-Meuse, en direction de la France. La mise en voie rapide de la section de Somzée à Couvin est effectuée au cours des années septante, en élargissant l'emprise de la route historique ou en aménageant de nouveaux tronçons (notamment au niveau de Yves-Gomezée, Philippeville et Mariembourg). Ces aménagements sont effectifs au début des années quatre-vingt. Une série de carrefours à niveau sont transformés en échangeurs dénivelés dans les années nonante et au début des années 2000, tandis que les sections aménagées à l'origine sans berme centrale sont progressivement séparées.
À partir de 2014, une deuxième phase d'importantes améliorations est entreprise. Entre Somzée et Frasnes-lez-Couvin, la route est progressivement élargie par tronçons (avec notamment l'ajout de bandes d'arrêt d'urgence), et une série d'accès sont fermés ou transformés en échangeurs dénivelés. Au sud de Frasnes, le contournement de Couvin et sa prolongation jusqu'à la frontière, au statut de route pour automobiles, sont mis en service en deux phases en 2017 et 2019.

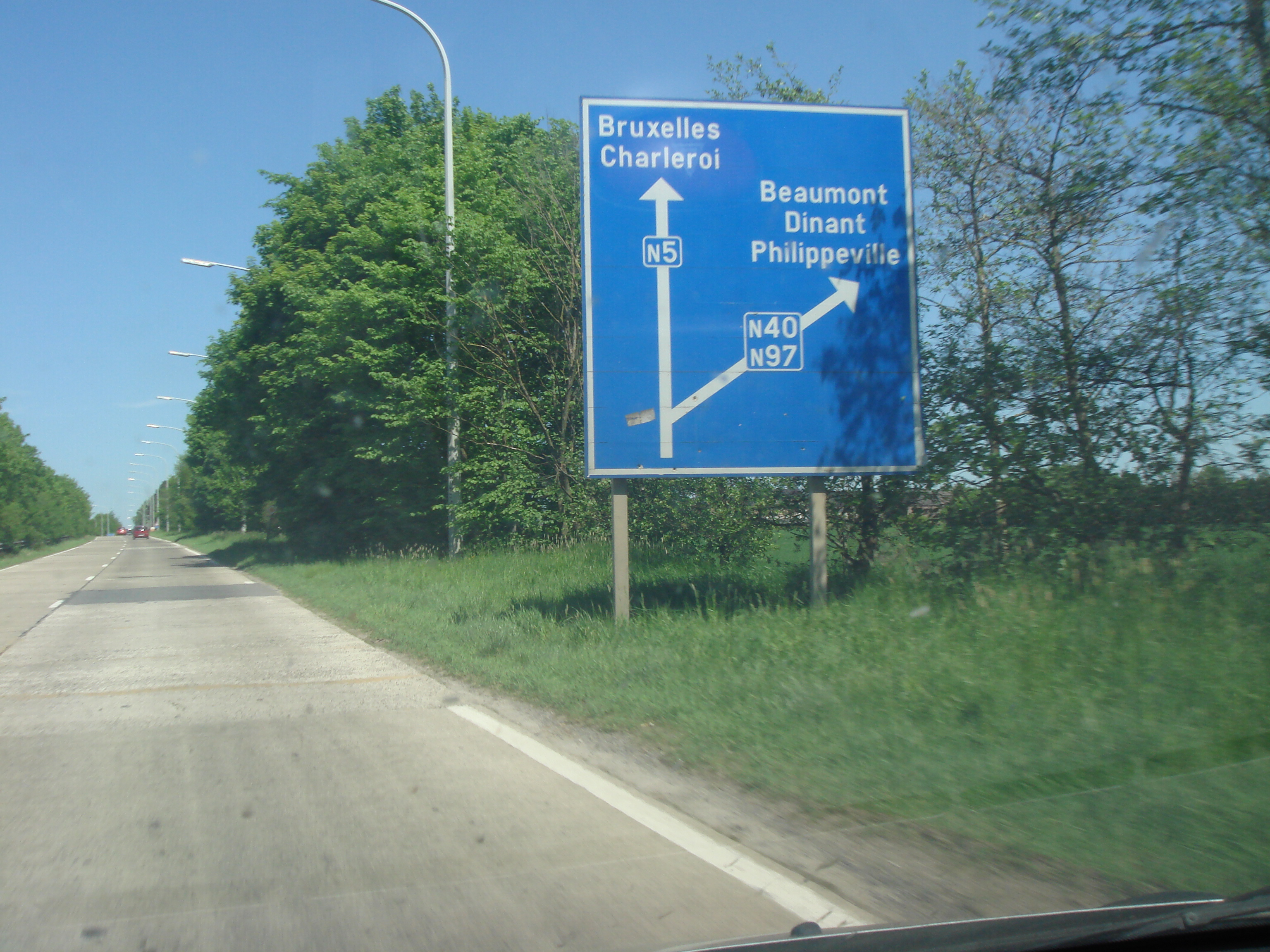
Route nationale 5 en Belgique au niveau de Philippeville.

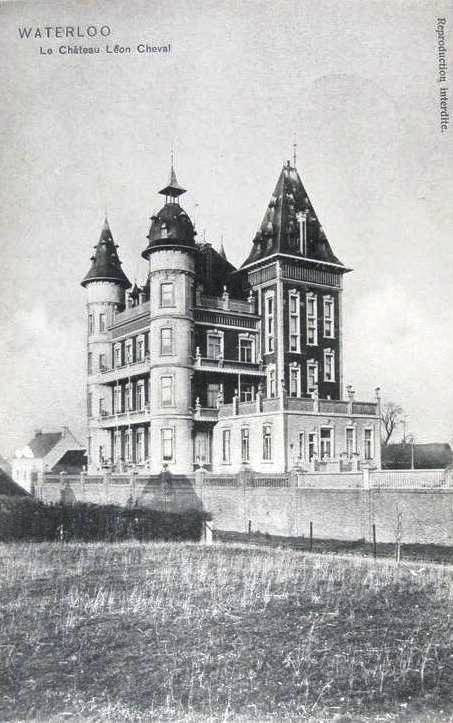
Au carrefour de Mont-Saint-Jean, le château de l'industriel Léon Cheval. Démoli en 1966.
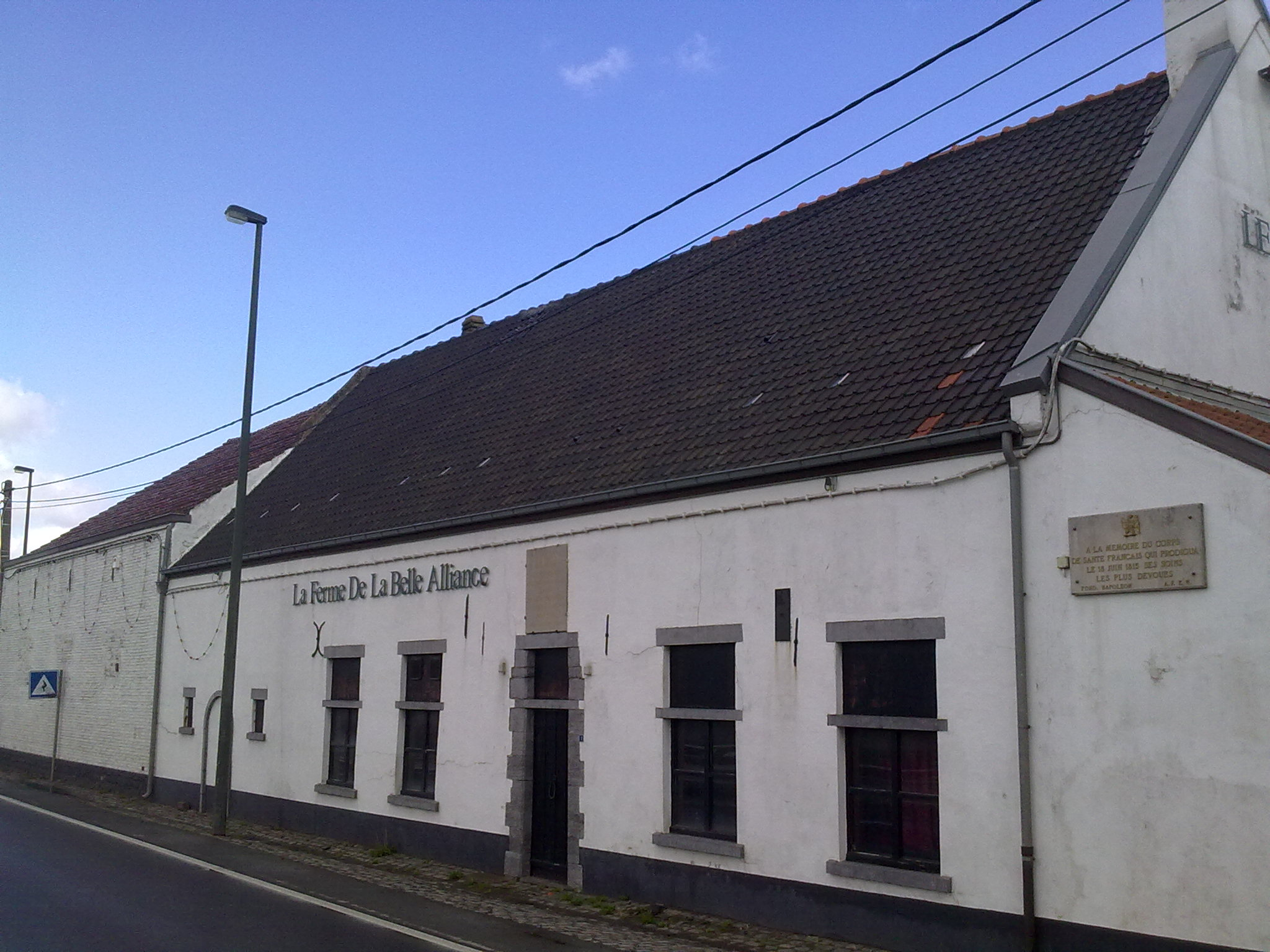
Logis de la ferme de la Belle Alliance. Façade Ouest, à Plancenoit en 2012.
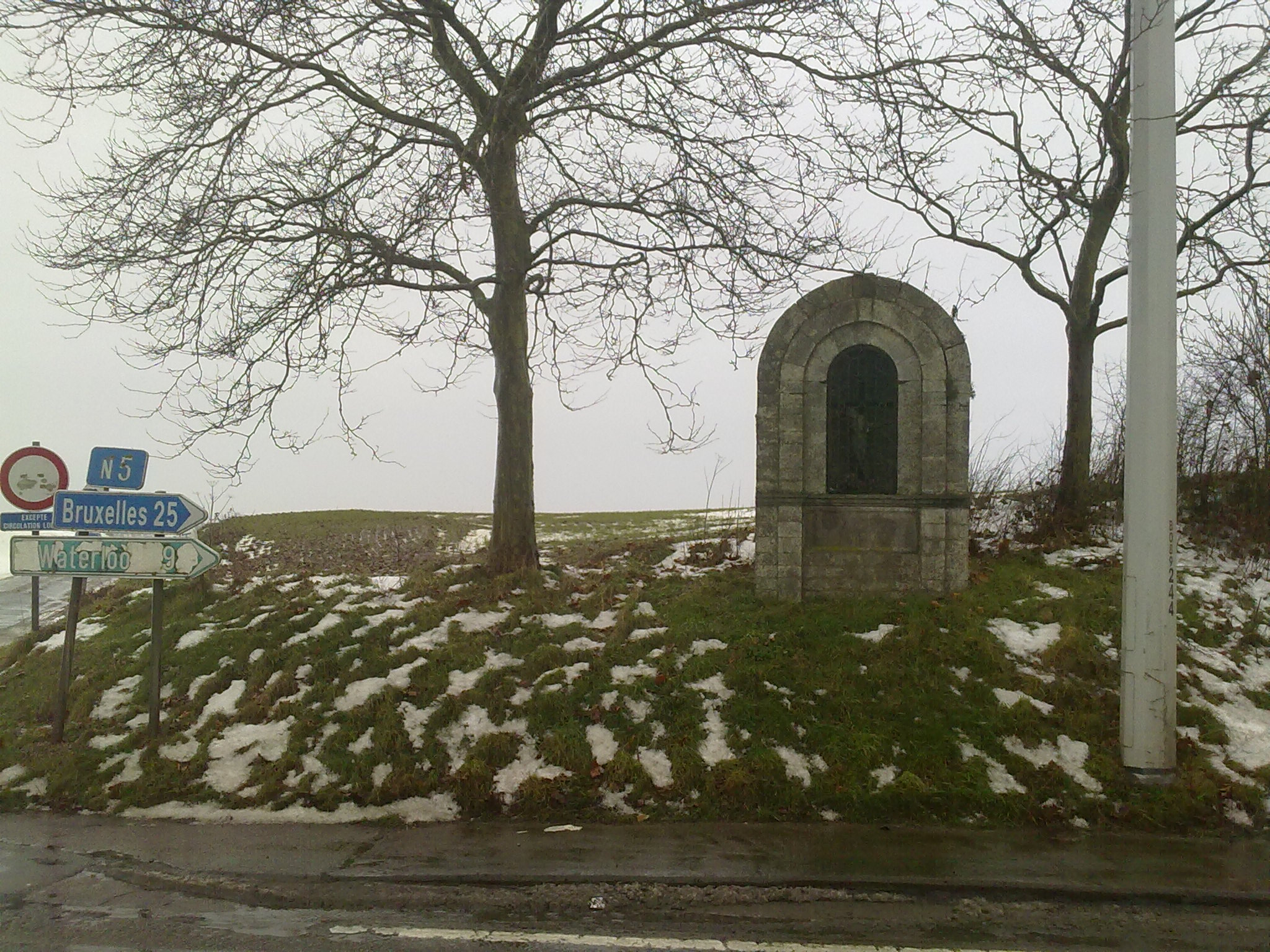
Chapelle du Crucifix croisement du Chemin du Crucifix à Plancenoit.
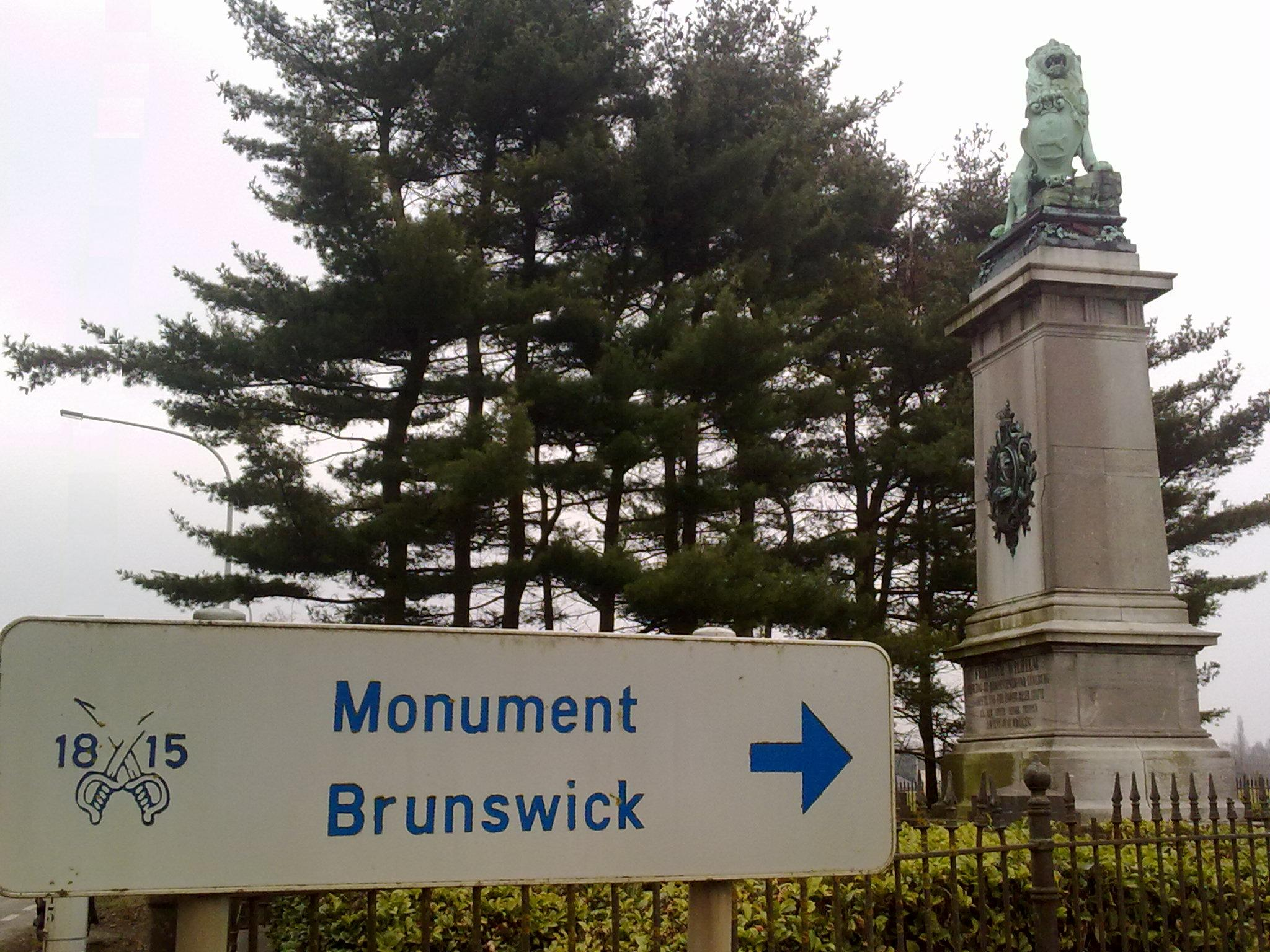
Monument Brunswick au Carrefour de Baisy-Thy.

## Dédoublements

### N5b
Pour les articles homonymes, voir Route nationale 5b.
La route nationale N5b est une route nationale de Belgique de 1,8 kilomètre qui se détache de la N5 Charleroi-Bruxelles à Jolibois (Waterloo), et rejoint le  par Belle-Vue (Waterloo).

### N5g
Pour les articles homonymes, voir Route nationale 5g.
La route nationale N5g est une route nationale de Belgique de 14,3 kilomètres qui dédouble la N5 sur le territoire de Couvin. Il est constitué du tracé original de la route nationale avant la construction de la section à gabarit autoroutier qui contourne Couvin et se prolonge jusqu'à la frontière française.

### N5j
Pour les articles homonymes, voir Route nationale 5j.
La route nationale N5j est une route nationale de Belgique de 3,1 kilomètres qui dédouble la N5 Charleroi-Bruxelles sur le territoire de Frasnes-lez-Gosselies, ce tronçon se différentie de la N5 par la présence de panneaux anti-bruit, d'une berme centrale et est successivement à deux bandes direction Bruxelles et une bande en direction Charleroi puis deux bandes en direction de Charleroi et une bande direction Bruxelles, en outre la vitesse maximum est de 70 km/h au lieu de 50km/h sur la N5.